# Landovics György
Landovics György (Győr, 1649. március 13. – Nagyszombat, 1699. október 25.) Jézus-társasági áldozópap és tanár, misszionárius.

## Élete
A jezsuita rendbe lépett 1665. október 14-én. Előbb a humaniorákat tanította és 1674-ben Nagyszombatban a költészet tanára volt. Somogyban Andocson térítgetvén, a protestánsoktól a törökök előtt magyar hadikémkedéssel megvádolták és csak futás által menekült a karóba vonatástól. Erdélyben is, bár álöltözetben apostolkodott, nagynehezen kerülte ki a halált, míg a Thököly Imre katonái Sárospatakon elfogták 1697-ben. Innét kiszabadulván, folytatta buzgólkodását. Nagyszombatban hunyt el 1699-ben, a szószéken szélütés érte.

## Munkái
- Sex Insulae Fortunatae, Seu Laurea Philosophica: Ex illustrissimae virtutis Heroum monumentis, Reverendis, Nobilibus ac Eruditis Dominis ... Neo-Baccalaureis, Per Rev. Patrem Stephanum Pethő è Societate Jesu, AA. LL. Philosophiae Doctorem, ejusdemque Professorem Ordinarium In Alma Archi-Episcopali Vniversitati Tyrnaviensi Solemni ritu recens creatis, concinnata & dicata. Ab Illustrissima Poësos Tyrnaviensis Juventute. Anno M.DC.LXXIV. Tyrnaviae (névtelenül. költemények, a bécsi benedekrendi kolostor könyvtárában levő példányra föl van jegyezve: Composuit M. Georgius Landovics)
- Nexus Europaei Glorioso Nexui Aurei Torquis inscripti, quo Caesareae, Regiaeque Maiestatis Leopoldi I. singulari munificentia donatus est Illustrissimus D. D. Nicolaus Comes Kery de Ipol Ker e Collegio generali Cleri Hungariae. Dum per R. P. Carolum Manngen AA. LL. et Philos. Doctorem eiusdemque Professorem emeritum, ... suprema Philosophiae Laurea condecoraretur in Alma Archiepiscopali Universitate Tyrnaviensi. Anno M.DC.LXXIV. Mense Augusti de 21. Uo. (költemények, névtelenül)

Vasárnapi és ünnepi beszédei kéziratban maradtak.